# Tè verde

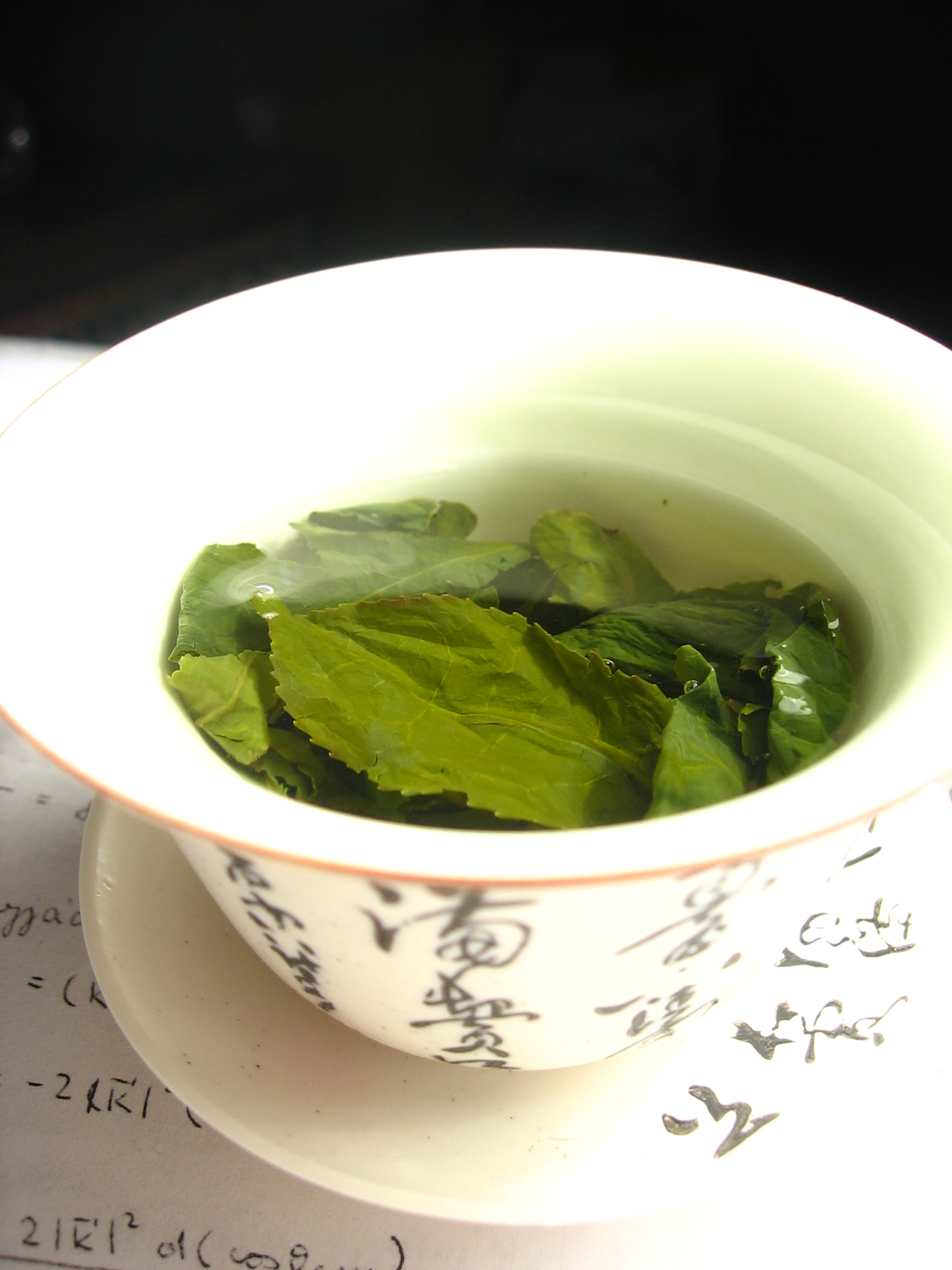
Foglie di tè verde in infusione

Il tè verde (in cinese 綠茶T, 绿茶S, lǜcháP; in coreano 녹차?, nokchaLR, in giapponese: 緑茶?, ryokucha, in vietnamita Trà xanh) è una variante del tè ottenuta con foglie di Camellia sinensis (o Thea chinensis) che durante la lavorazione non devono subire alcuna ossidazione. Di origini cinesi come tutti i tè, per secoli è stato consumato in varie regioni asiatiche, dal Giappone al Medio Oriente. Negli ultimi anni ha trovato la sua diffusione anche in Occidente, dove per tradizione si consuma per lo più tè nero, che è più dolce. A livello globale è la seconda varietà di tè più diffusa: dei 2,5 milioni di tonnellate di tè che si producono a livello mondiale, il 20% è rappresentato da tè verde (il 78% da tè nero, il 2% da tè blu).

## Varietà
Nel tempo sono state create molteplici varietà di tè verde, che differiscono in base alle condizioni di crescita locali (altitudine, clima, suolo, schermatura dal sole), e alle modalità di raccolta e di lavorazione.

### Tè verdi cinesi
In Cina si producono almeno mille varietà di tè, circa il 50% delle quali sono tè verdi (il restante 50% è costituito da tè nero [rosso], tè oolong [blu], tè pu'er [nero], tè bianco, tè giallo). Queste varietà prendono il nome dal loro aspetto, dal luogo di origine o da alcune caratteristiche particolari. Qui riportiamo una lista dei tè verdi più conosciuti, ordinati per provincia di provenienza, con il nome originale, il nome inglese di importazione, e la sede di provenienza.

#### Provincia di Zhejiang
- Hua Ding (Cloud and mist) è un tè tradizionale fin da quando, nel II secolo, i monaci buddisti lo coltivavano intorno al loro tempio sul monte Tian-tai (terrazza del cielo). Il lungo inverno ritarda la maturazione fornendo un tè forte. La leggenda vuole che nell'805 d.C. Saicho, un monaco giapponese in visita sul Tian-tai, si innamorò di questo tè e ne portò la pianta in Giappone.
- Qing Ding (Green top) risale al V secolo, viene coltivato sulla montagna di Tian-mu (occhi del cielo) che fa parte delle biosfere protette dall'UNESCO.
- Chang-xing (Purple Shoot) è uno dei più antichi tè cinesi ancora prodotti. Ha vinto premi nazionali nel 1982 e nel 1986. È coltivato sul monte Guzhou.
- Long ding (Dragon Mountain) ha vinto 26 volte premi regionali e nazionali. Proviene da Kaihua.
- Jinghua (Rock Tea) risale al X secolo. Si coltiva sulla montagna di Jinghua, che rappresenta la culla del Taoismo.
- Xi Hu Longjing (西湖龍井, Dragon well) il più celebre tè verde cinese, nativo della zona di Hangzhou, ex capitale cinese. Risale al XII secolo ma divenne rinomato nel XVII secolo.
- Hui Ming origina presso il tempio omonimo sulla montagna di Ci-mu; vinse la medaglia d'oro nel 1915 all'Esposizione universale di San Francisco. Le coltivazioni furono distrutte durante la Seconda Guerra Mondiale, e ricostruite nel 1979.
- Anji (White Tea) si tratta di un tè verde prodotto da una varietà rara di tè le cui foglie all'inizio della primavera sono ancora bianche. Il contenuto di amminoacidi del White tea è dieci volte più alto rispetto agli altri tè verdi: per questo è molto costoso (vecchie stime riportano 200 USD per 30 grammi). La contea di Anji possiede la più vasta foresta di bambù al mondo (60.000 ettari e 3000 specie diverse).
- Xian-xia (Green Peony) risale al XII secolo, ma come molti altri tè cinesi, la sua produzione fu accantonata negli anni per essere ripresa solo recentemente. Nel 1982 vinse la medaglia d'oro del Ministero del Commercio cinese.
- Yu-hang (Jing Mountain) coltivato sul monte Jing, presso un tempio che una volta ospitava duemila monaci buddisti. Risale al X secolo ma la coltivazione fu ripresa nel 1978. Ha vinto numerosi premi.
- Pu-tuo (Zen Tea) risale al IX secolo. Vinse la medaglia d'argento nel 1915 all'Esposizione universale di San Francisco. Nel 1999 è stato autenticato dall'Environment Protection Bureau. Il monte Putuo nel distretto di Zhoushan è uno dei quattro più celebri monti buddisti.

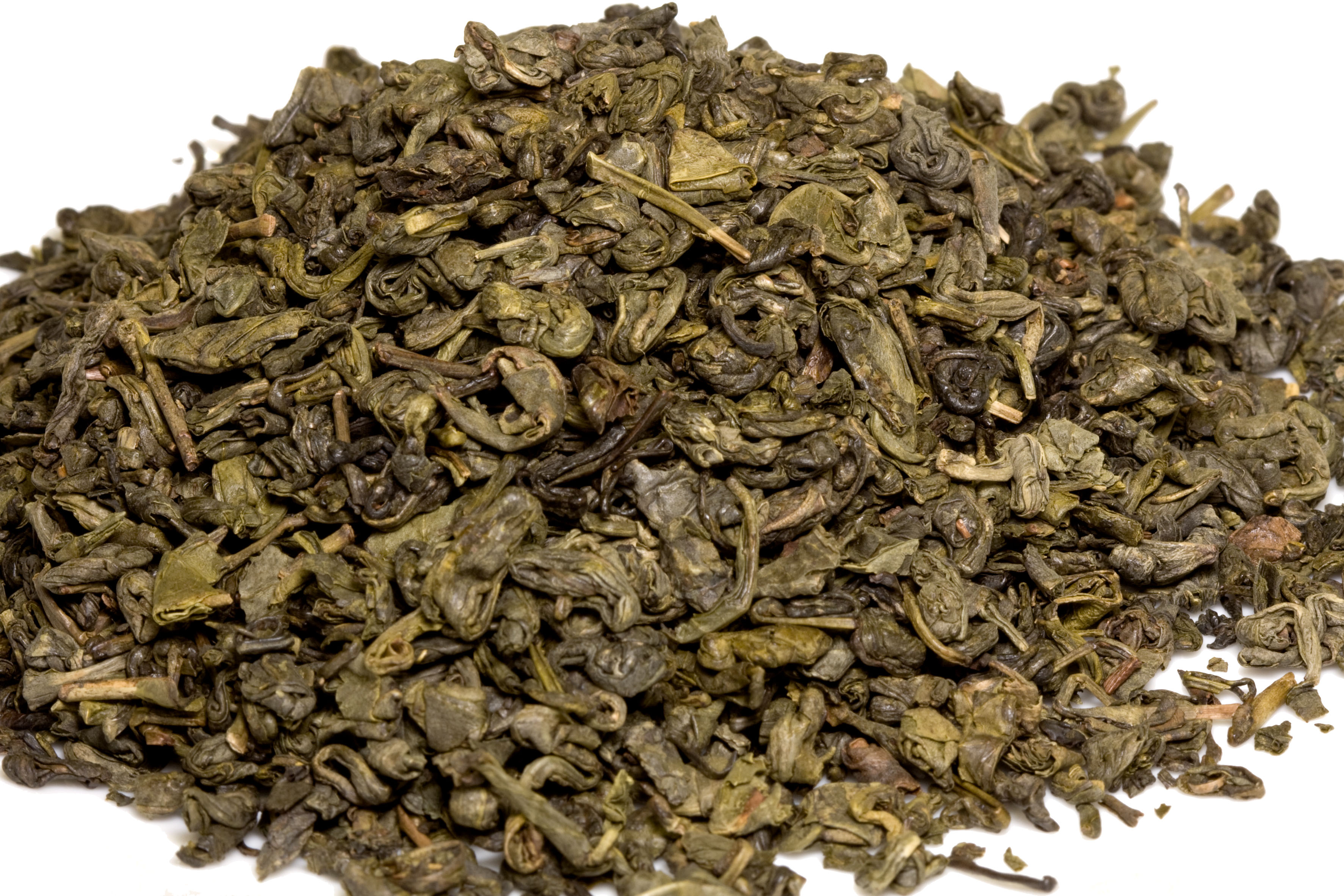
Varietà Gunpowder

- Gunpowder (珠茶; pinyin: zhū chá) il tè verde cinese più conosciuto nel mondo, dal sapore fresco e pungente. Caratteristica principale di questo tè è la forma di piccole palline che viene data alle foglie durante la lavorazione. L'origine di questo nome (in italiano "polvere da sparo") non è chiara: è stata messa in relazione con il cinese gāng paò dè ("preparato fresco"), con la somiglianza alla vera polvere da sparo, con il fatto che dalla forma appallottolata il tè "esplode" in una foglia allungata se messo in infusione, e con il suo aroma lievemente fumoso. La sua produzione risale alla Dinastia Tang (618–907). Il Gunpowder veniva prodotto nella zona di Shao-xing, ma dal 1990 la sua produzione si è estesa a tutta la provincia di Zhejiang e anche ad altre province (Jiangxi, Jiangsu, Anhui, Fujian, Sichuan). Oggi il Gunpowder è arrotolato a macchina, ma nelle varietà più pregiate è ancora arrotolato a mano. Ricordiamo le varietà Pingshui Gunpowder (平水珠茶), Formosa Gunpowder, Ceylon Gunpowder (cresce nello Sri Lanka ad oltre 2000 metri di altezza). Molti tipi di tè possono essere arrotolati nella forma gunpowder (Chunmee, Tieguanyin, Huang Guanyin, Dong Ding). Infine il gunpowder, aromatizzato alla menta, è la bevanda tipica marocchina (tè alla menta) ed il cuore dell'ospitalità maghrebina: si utilizza tanto per le visite informali dei vicini di casa quanto per le cene di gala. Almeno due tazze devono essere bevute per non offendere il padrone di casa.

#### Provincia di Anhui
- Da Fang (Big Square) Prende il nome dal suo creatore, il monaco buddista Da Fang vissuto nel XIV secolo. È originario della contea Xi, nota per i suoi pittoreschi scenari e la sua ricchezza di antichi templi e giardini. Altri tè della contea Xi sono Mao Feng, Chao Qing, e Green Peony.
- Hou Kui (Monkey tea) della contea di Tai-ping (patrimonio dell'UNESCO dal 1990) alle pendici settentrionali del Monte Huangshan (Monte Giallo). Medaglia d'oro nel 1915 all'Esposizione universale di San Francisco, è entrato fra i dieci migliori tè cinesi nel 1955.
- Gua zi Pian (六安瓜片, Sunflower Seed) della contea di Liu-an. Risale addirittura al VII secolo. È l'unico tè verde cinese prodotto senza i gambi delle foglie. La maggiore zona di produzione si trova sulla montagna Qi-Yun.
- Huo Qing (Green Fire) della contea di Jing. Risale al XVII secolo, ma la produzione fu ripresa nel 1956. È uno dei migliori tè cinesi.
- Mao Feng (黃山毛峰, Fur Peak), tè pregiato proveniente dal monte Huangshan (la Montagna Gialla che è patrimonio dell'umanità dal 1990).
- Tun Lu (Green gold) della contea omonima di Tunxi, è un tè pregiato che risale al VII secolo.
- Hyson tè di media qualità prodotto in varie province.

#### Provincia di Jiangsu
- Bi Luo Chun (洞庭碧螺春, Spring Snail), è un tè pregiato, secondo solo al Dragon Well, originario del monte Dongting presso il lago Tai. Il nome cinese e inglese vuol dire "foglie verdi e ricce di primavera". Possiede aroma fruttato (pesca, susino, arancia). La raccolta inizia precocemente, agli inizi di Marzo.
- Rain Flower prodotto a Nanchino (dieci volte capitale della Cina) a partire dal 1958. Ha vinto numerosi premi.

#### Provincia di Jiangxi

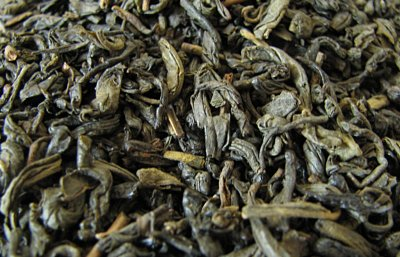
Varietà Chun Mee ("a sopracciglio")

- Chun Mee (Eyebrow) della contea di Wu-yuan, introdotto nel 1958 a partire da una formula antica. Ha vinto numerosi premi. Prende la forma di sopracciglio mediante la tostatura. Generalmente è poco dolce e abbastanza acidulo.
- Emerald Green della montagna di Jing-gang (che possiede una vasta e ben conservata foresta ricca di acqua sorgiva), ha la caratteristica forma arrotolata ad uncino.
- Twinwell della contea di Xiu-shui.
- Gou Gu Nao ha vinto numerosi riconoscimenti nazionali.
- Yun Wu (Cloud and Mist).

#### Provincia di Fujian
- Shi Ting della contea di Nan-an. Ha aspetto argenteo, e l'infuso è verde chiaro. Ha vinto numerosi premi.
- Tianshan (letteralmente La montagna che tocca il cielo) dal monte omonimo.
- Tieguanyin varietà pregiata di oolong originata nel XIX secolo nello Xian d'Anxi

#### Provincia di Hunan
- Yin Jan (君山銀針, Silver Needle), dell'isola di Junshan (situata nel lago Dong-Ting, il più grande lago cinese). Tè pregiato vincitore di premi, caratterizzato dall'aspetto giallastro delle foglie.
- Guzhang mao jian, della contea di Guzhang. Tè ricco di selenio, che favorisce le difese immunitarie. Ha vinto numerosi premi.

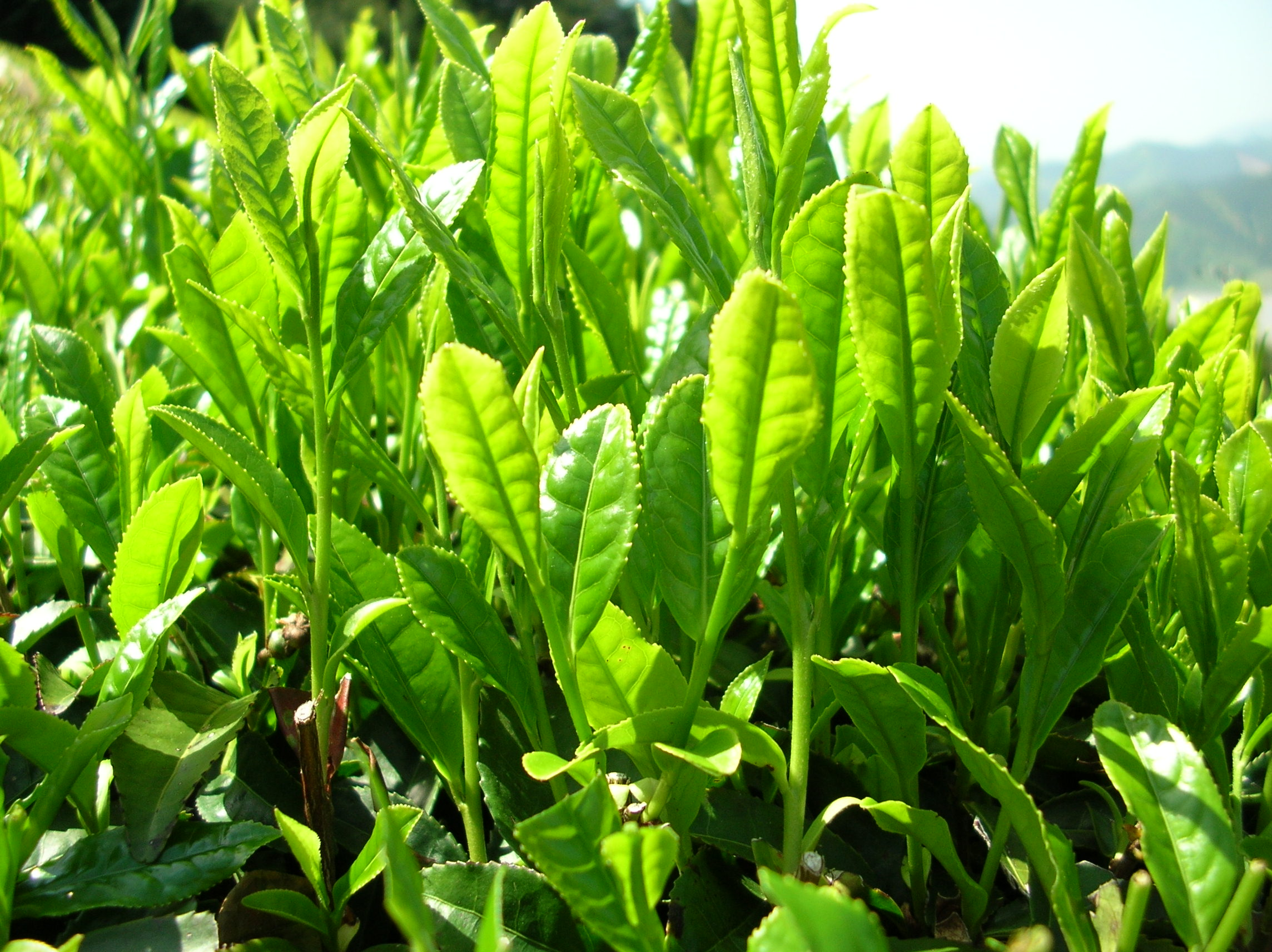
Camellia sinensis

- Camellia sinensisSilver Peak dalla città di Changsha. Fu formulato nel 1959 dallo Hunan Tea Research Institute. Probabilmente è il tè verde dotato delle maggiori proprietà toniche.
- Rocky Bank Tea, della contea di Yuan-ling,

#### Provincia Autonoma del Xizang/Tibet
Produce quasi esclusivamente tè verde. Si tratta di piante coltivate ad oltre 2000 metri di altezza, nella prefettura Linzhi, piantagione Yigong. Grazie all'acqua cristallina dell'Himalaya e alla lavorazione sopraffina, il Tibet produce tè eccezionali. Le principali varietà:
- Mao Feng anche nella varietà jasmine
- Green Premium nelle varietà con Rhodiola (sostanza che migliora la resistenza fisica), Snow Lotus (pianta che cresce sopra i 4000 metri di altezza), Cordyceps (fungo), Saffron, e Silverweed.

#### Altre province

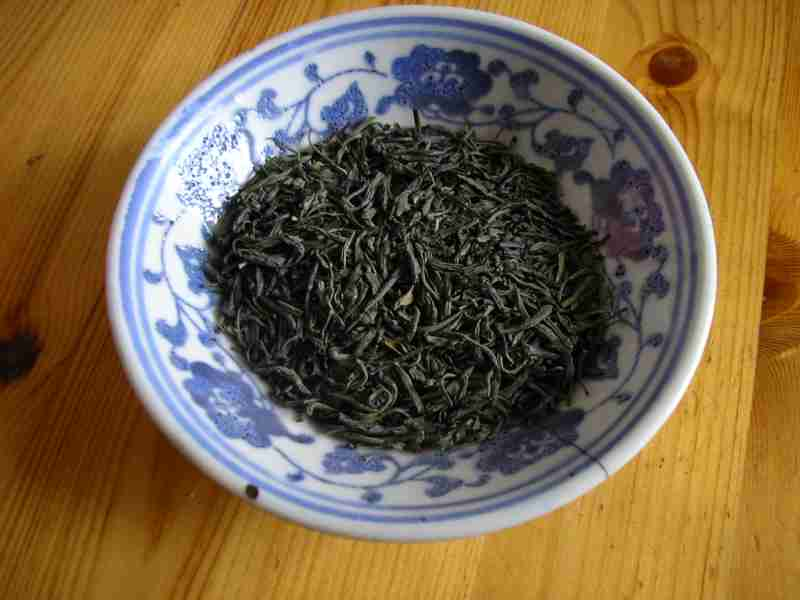
Varietà Mao Jian (Tippy green)

- Henan: Xin Yang Mao Jian (Tippy Green) della contea di Xinyang. È un tè popolare, per il mercato domestico. Vincitore di premi internazionali.
- Hubei: Yu Lu (Jade Chip)
- Guangdong: Silver Tip
- Guangxi: West Mountain
- Guizhou: Mao Jian
- Yunnan: White Hair
- Sichuan:

1. Bamboo Leaf Green
2. E Rui
3. Meng Ding

- Shandong
- Shanxi
- Gansu

### Tè verdi giapponesi

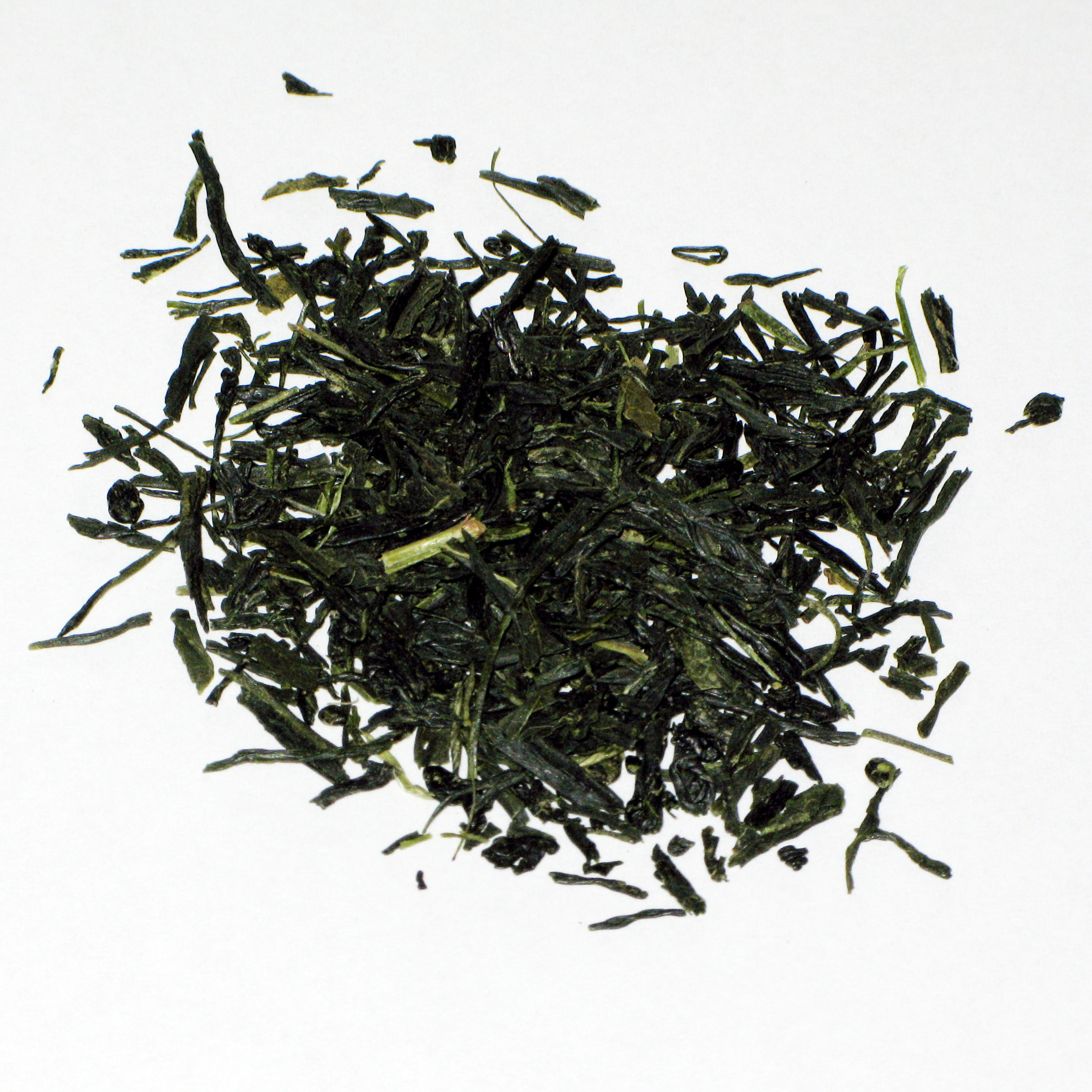
Varietà Gyokuro

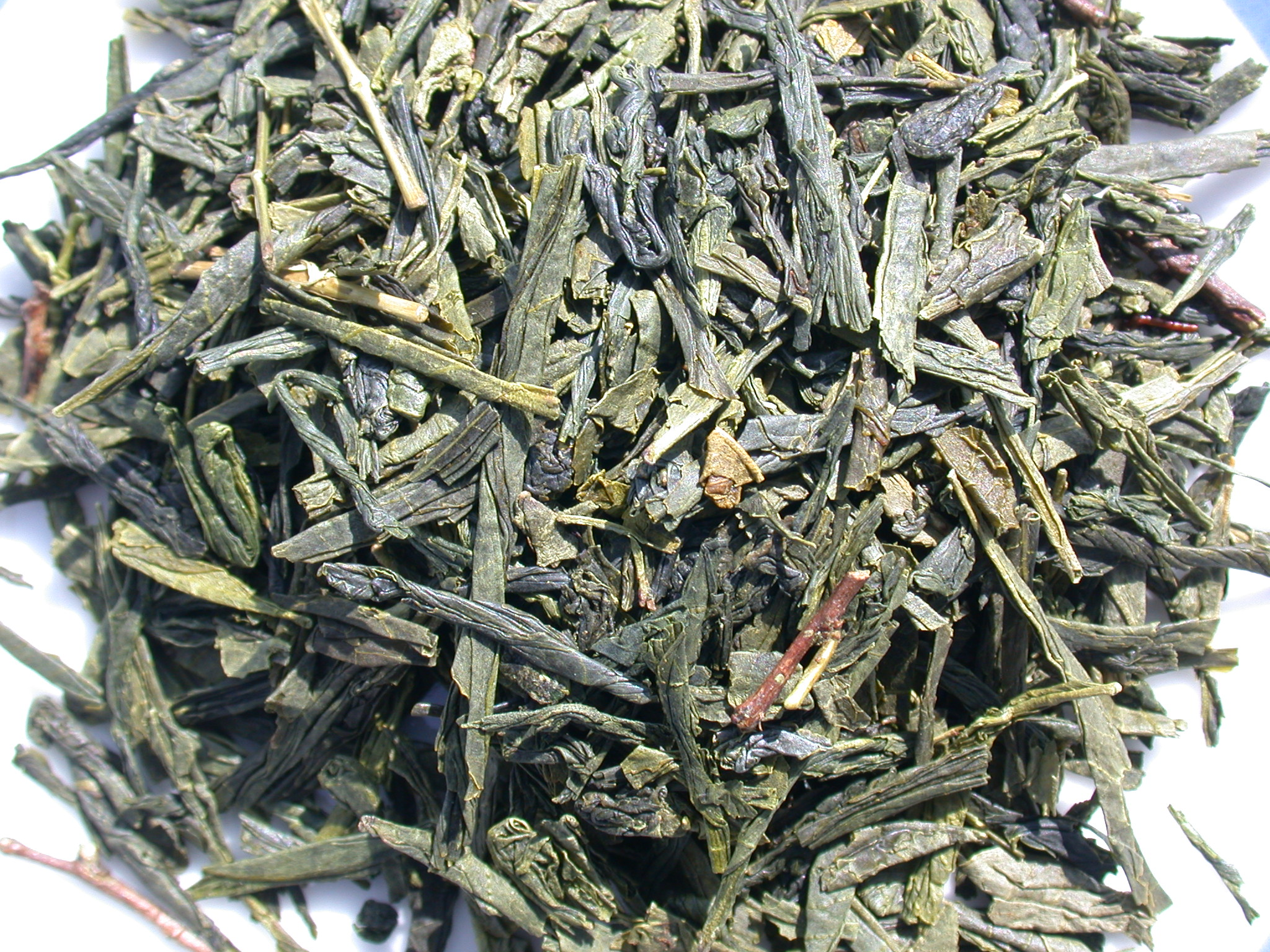
Varietà Bancha

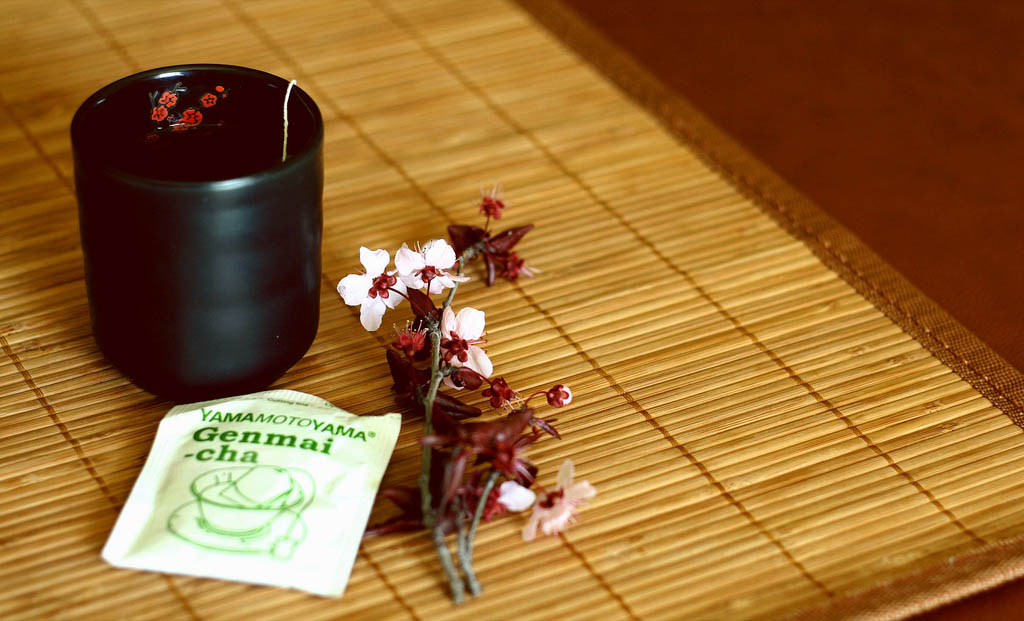
Varietà Genmaicha

In Giappone quando si dice "tè" (お茶; ocha) si intende "tè verde" (緑茶; ryokucha), e questo è giustificato dalla sua diffusione. In Giappone il tè verde fu importato dalla Cina, durante la dinastia Song, grazie a Myōan Eisai, un prete buddista che inoltre introdusse la scuola Rinzai del buddismo Zen.
I tipi di tè sono classificati in base alla qualità e alle parti delle piante utilizzate, e in base al tipo di lavorazione. Ci sono grosse variazioni di prezzo e qualità all'interno di queste categorie. I migliori tè giapponesi provengono da Uji (prefettura di Kyoto), Shizuoka e Yame (prefettura di Fukuoka).
- 玉露 Gyokuro (rugiada di giada): il nome è dovuto al colore verde pallido dell'infusione. A differenza del Sencha (煎茶), la pianta di tè viene fatta crescere in penombra (coprendo la piantagione con pannelli di canna di bambù o paglia di riso) per circa 20 giorni prima della raccolta delle foglie.[2] Ha un elevato contenuto in caffeina (0.16% in infusione)  Copia archiviata (PDF). URL consultato l'8 maggio 2008 (archiviato dall'url originale il 21 dicembre 2008)., ma il significativo contenuto di L-Teanina interferisce con l'assimilazione della caffeina e ne attenua gli effetti. I tipi principali sono:
  - Kanro Gyokuro (il più raffinato e uno dei più costosi tè giapponesi)
  - Netto Gyokuro
- 抹茶 Matcha (tè macinato): le foglie vengono cotte al vapore, asciugate e ridotte in polvere finissima. È usato nella cerimonia del tè. È anche un aroma per i gelati e altri dolciumi in Giappone. Anche il Matcha cresce all'ombra, come il Gyokuro. I migliori tipi sono Uji Midori e Ajirogi. Ce ne sono due tipi:
  - koicha (spesso) proviene da piante di età superiore a 30 anni
  - usucha (sottile) proviene da piante di età inferiore ai 30 anni
- 煎茶 Sencha (tè passito): Le foglie sono esposte direttamente alla luce del sole; è utilizzato in Giappone per il consumo giornaliero, essendo il più diffuso tè verde giapponese.
  - Netto Sencha è il più costoso
  - 冠茶 Kabusecha (tè coperto) è un tè di penombra (come il Gyokuro) ma tagliato come il Sencha; ha un gusto più morbido e un colore più delicato rispetto al Sencha tradizionale.
  - Shincha (tè novello) rappresenta il primo raccolto dell'anno di Sencha (che normalmente avviene in Aprile)
  - 玉緑茶 Tamaryokucha anche detto Guricha entrambi i nomi significano "tè riccioluto", per la forma delle foglie; dà un infuso verde brillante con un sottilissimo aroma di noci; proviene da Kyūshū.
  - Fukuyu cresce alle falde del Fuji, ricco in vitamina C
- 番茶 Bancha (tè ordinario): è un tè naturalmente a basso contenuto di caffeina, e si trova nelle varianti
  - 焙じ茶 Hōjicha (tè tostato): costituito dalle foglie più grosse dell'arbusto lievemente tostate (va lasciato in infusione per 4-5 minuti)
  - 茎茶 Kukicha (tè di gambo): costituito da rametti di tè leggermente tostati (va bollito per 10 minuti)
- 玄米茶 Genmaicha (tè al riso tostato): derivato dal Bancha o dal Sencha, misto a riso o grano soffiato; alcuni produttori aggiungono anche un pizzico di Matcha. È povero in caffeina e ha un aroma lievemente di orzo tostato; ottimo abbinato al cioccolato.
- Tè Sanpin di Okinawa

### Tè verdi indiani

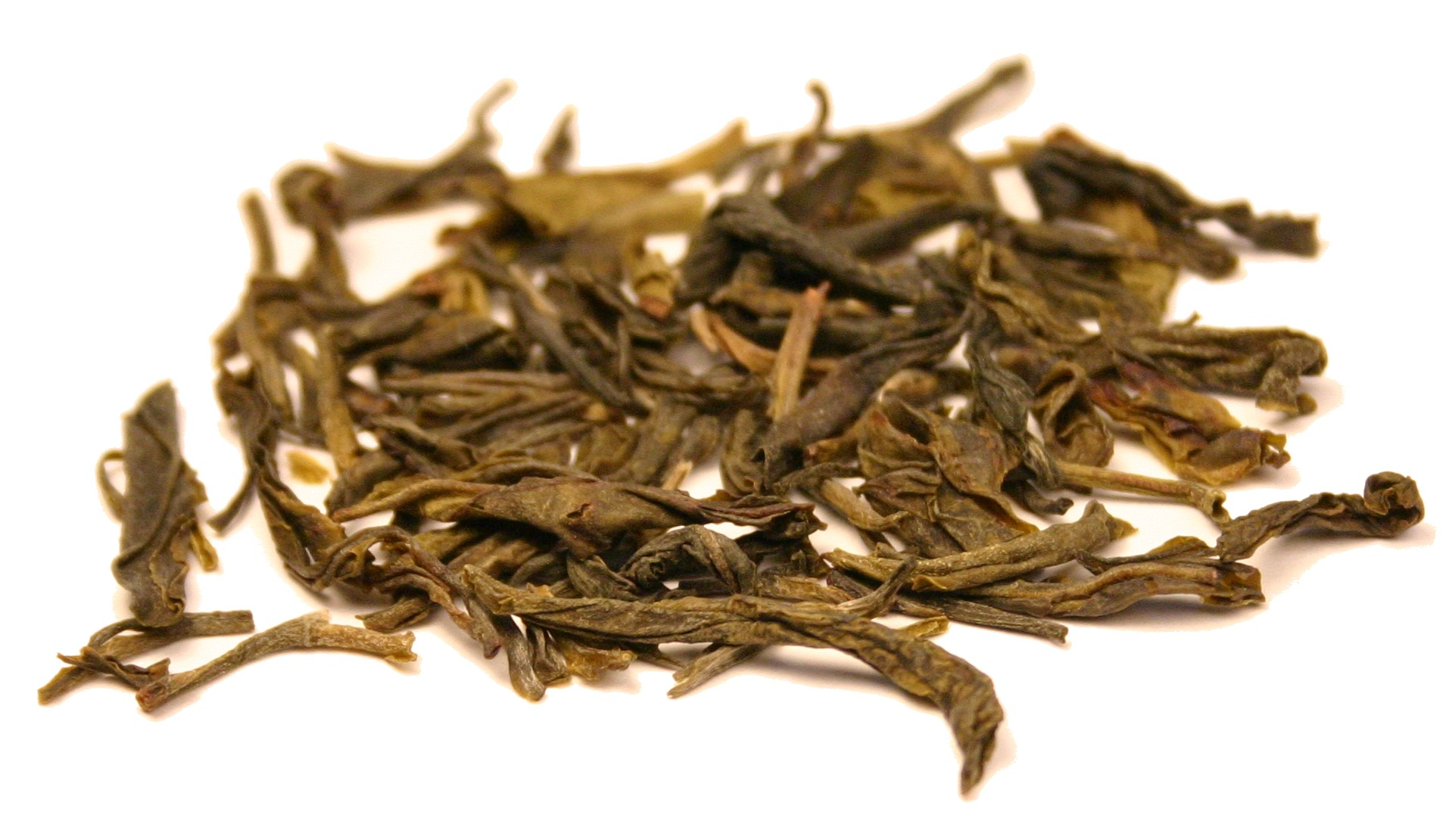
Tè verde di Ceylon

#### Ceylon
Le varietà riflettono la nomenclatura tradizionale cinese: i principali sono il Gunpowder e il Chun Mee. Piantagioni importanti sono quelle di Idulgashena, a 1200 metri di altitudine, che producono un tè high grown di qualità.

##### Kashmir
- Kahwah Viene bollito assieme a zafferano, cinnamomo e cardamomo. Normalmente è servito con zucchero o miele.

### Altri tè verdi

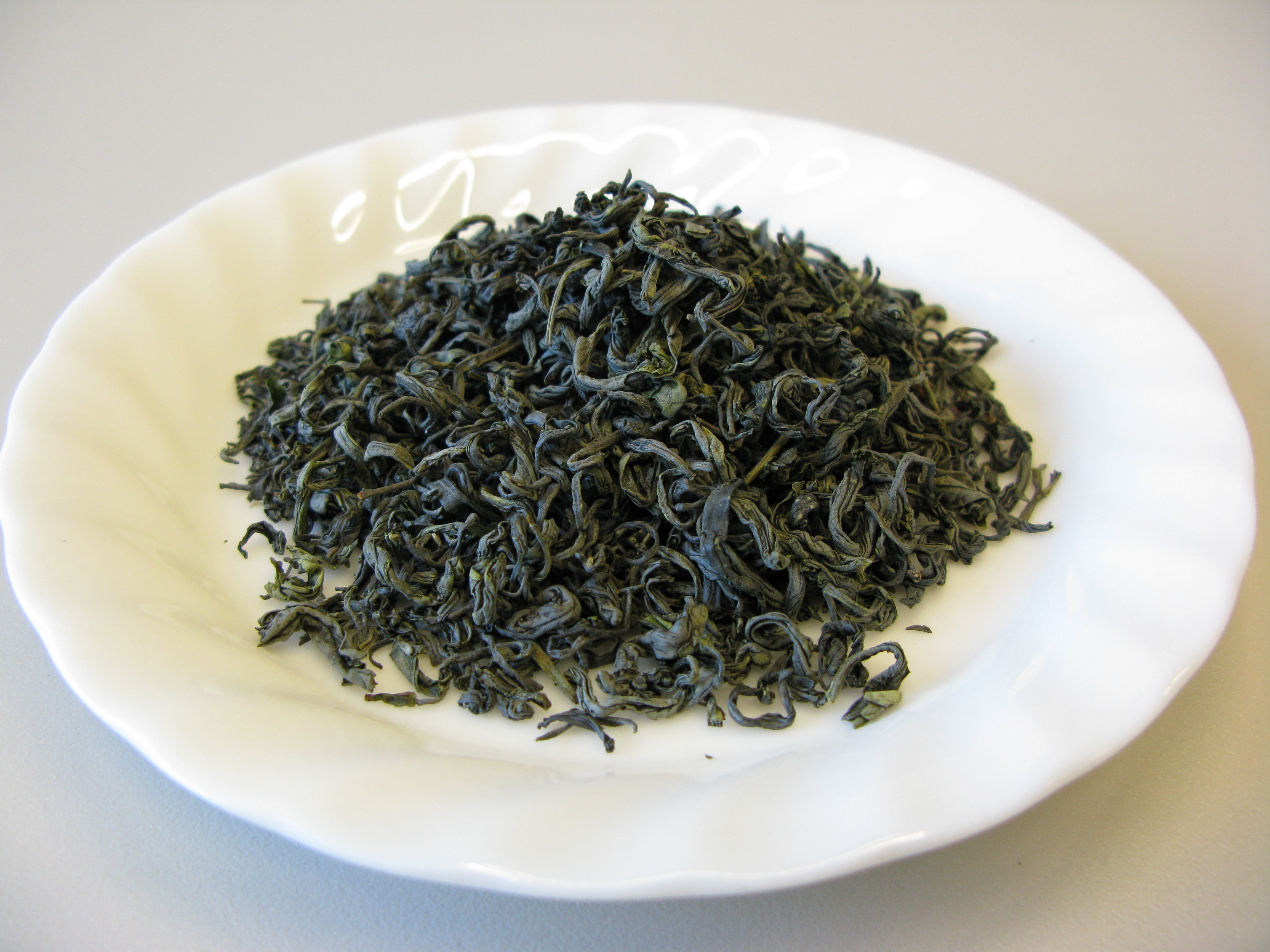
Tè verde vietnamita

#### Vietnam
- Lotus (per le occasioni)
- Jasmine (per il quotidiano)

## Dalla piantagione alla tavola

### Coltivazione e raccolto

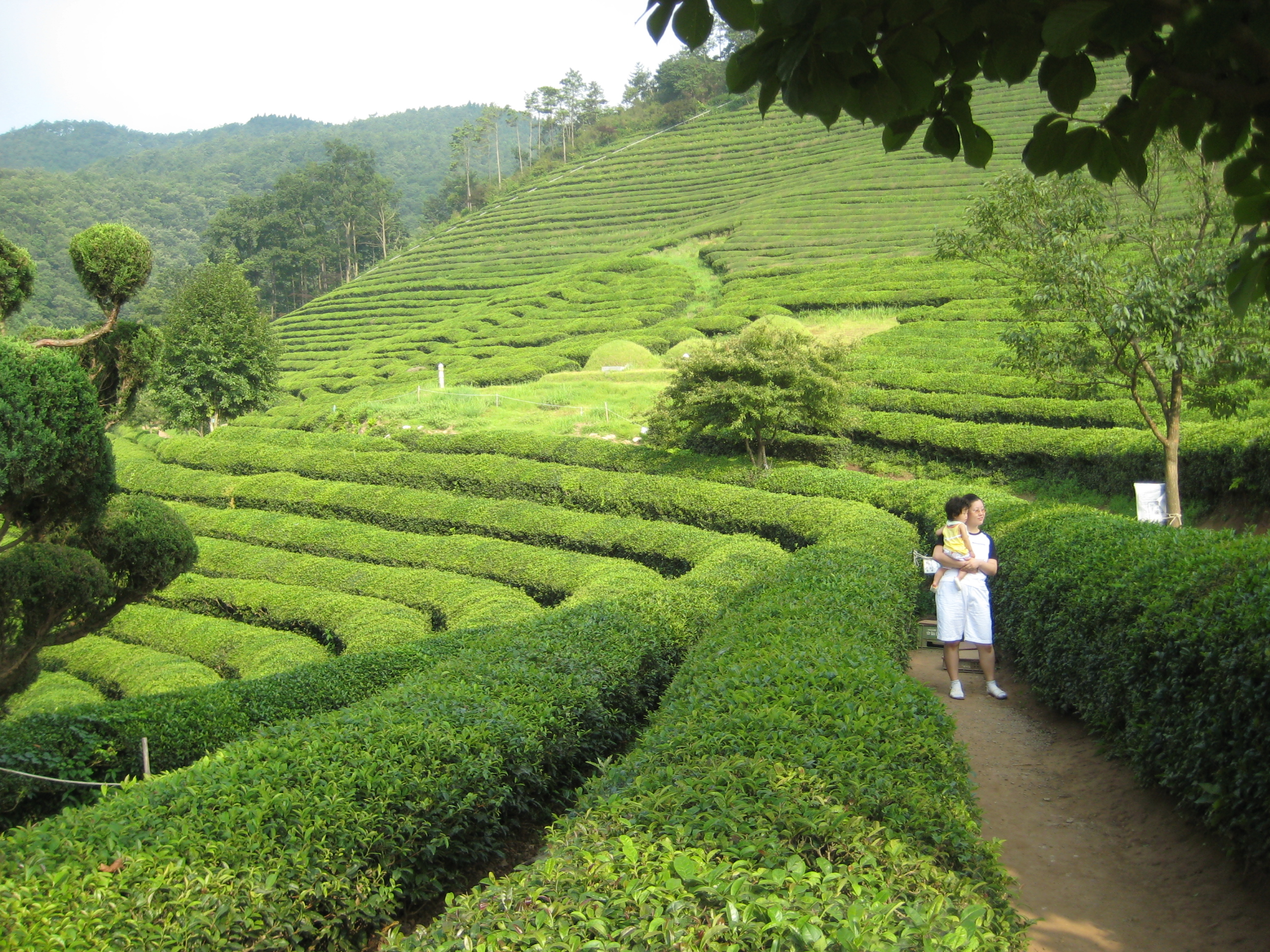
Piantagioni di tè verde in Corea

La Camellia sinensis può essere coltivata del tutto al sole (per ottenere Sencha, Hojicha) oppure più frequentemente è schermata dal sole nelle 2-3 settimane precedenti il primo raccolto (come avviene per la maggior parte dei tè verdi, tra cui Gyokuro e tutti i tè cosiddetti "di penombra"). Normalmente allo scopo si costruiscono delle strutture di bambù ricoperte di paglia o cannucce dette kabusè. Questa schermatura rallenta la maturazione e la produzione di clorofilla, incrementando il contenuto di flavonoidi, amminoacidi, zuccheri, vitamina C ed altre sostanze nutritive, e rendendo il gusto più dolce e il colore più delicato. Un secondo indice di qualità del tè è la crescita ad altitudini abbastanza elevate (a partire dagli 800-1000 metri): i tè cosiddetti high grown maturano più lentamente e sono ricchi di polifenoli. Il primo raccolto si fa a fine Aprile, inizio Maggio: si chiama "Ichiban-cha" o "Shincha" e fornisce il tè della qualità più alta (quindi il più costoso). Il secondo raccolto si fa invece tra giugno e luglio, ed il terzo raccolto tra luglio ed agosto. Talora si fa anche un quarto raccolto.

### Lavorazione
Il tè verde non è fermentato, per cui le foglie conservano il loro colore verde. Le foglie si dispongono su superfici di bambù e si espongono al sole per qualche ora. Poi vengono passate al vapore (100 °C) per almeno 30 secondi, in modo da inattivare alcuni enzimi. Seguono diverse fasi di asciugatura (in genere 4, da circa 20-40 minuti ognuna) che fanno evaporare una grossa percentuale di acqua contenuta nelle foglie. L'asciugatura rende le foglie mollicce ed è intercalata da fasi di ripiegamento o arrotolamento (a questo punto possono essere piegate in forme particolari, come nella varietà Gunpowder). Quando le foglie sono ben essiccate sono pronte per essere raffinate (viene eliminata la polvere e i detriti) ed eventualmente tostate (come per Hojicha), quindi vengono inviate all'impacchettamento.

### Preparazione dell'infuso
Anche se ogni varietà di tè verde ha i suoi parametri ottimali di temperatura, quantità, tempo di infusione, è possibile utilizzare delle regole generali che permettano di preparare un'ottima bevanda.
- Normalmente si porta dell'acqua a temperatura di ebollizione, quindi si fa raffreddare per circa 30-60 secondi, facendole raggiungere la temperatura ottimale di 70 °C (comunque compresa tra 60° e 80°). Non bisogna mai utilizzare l'acqua bollente (100 °C), in quanto l'alta temperatura "cuoce" le foglie e distrugge gli aromi e i componenti del tè, risultandone un gusto abbastanza amaro; per lo stesso motivo, se si utilizza un gaiwan, questo non dovrebbe essere chiuso con il suo coperchio, ma l'infusione andrebbe lasciata libera di evaporare e quindi di raffreddarsi.
- L'acqua calda si versa nel recipiente in cui sono state deposte le foglie di tè: è preferibile non versare direttamente l'acqua sulle foglie, ma far colpire all'acqua la parete della tazza o del gaiwan (sempre per non bruciarle).
- Le dosi tipiche di foglie da utilizzare corrispondono a circa 2-2,5 grammi per tazza da 200 ml, ovvero circa un cucchiaino pieno.
- La durata dell'infusione varia in base al tipo di tè. Normalmente non si superano i 2-3 minuti (è il tè che richiede il tempo di infusione più breve); se l'infusione è troppo lunga, ne risulta un sapore troppo amaro.
- Si rimuovono le foglie con un filtro e la bevanda è pronta.

Alcuni tipi di tè verde possono essere aromatizzati durante l'infusione con semi di anice o anice stellato, radice di liquirizia, scorza di limone, menta, cannella o cardamomo.
Soprattutto se il tè è di qualità superiore, come il Gyokuro, è pratica comune riutilizzare le foglie anche 2-3 volte, ma per infusioni più brevi. Per ridurre ulteriormente la quantità di caffeina presente nel tè, è possibile versare una piccola quantità di acqua calda sulle foglie, attendere 20 secondi, gettare l'acqua di infusione, quindi versare nuova acqua calda e ripetere l'infusione per 2-3 minuti.

### Altri utilizzi

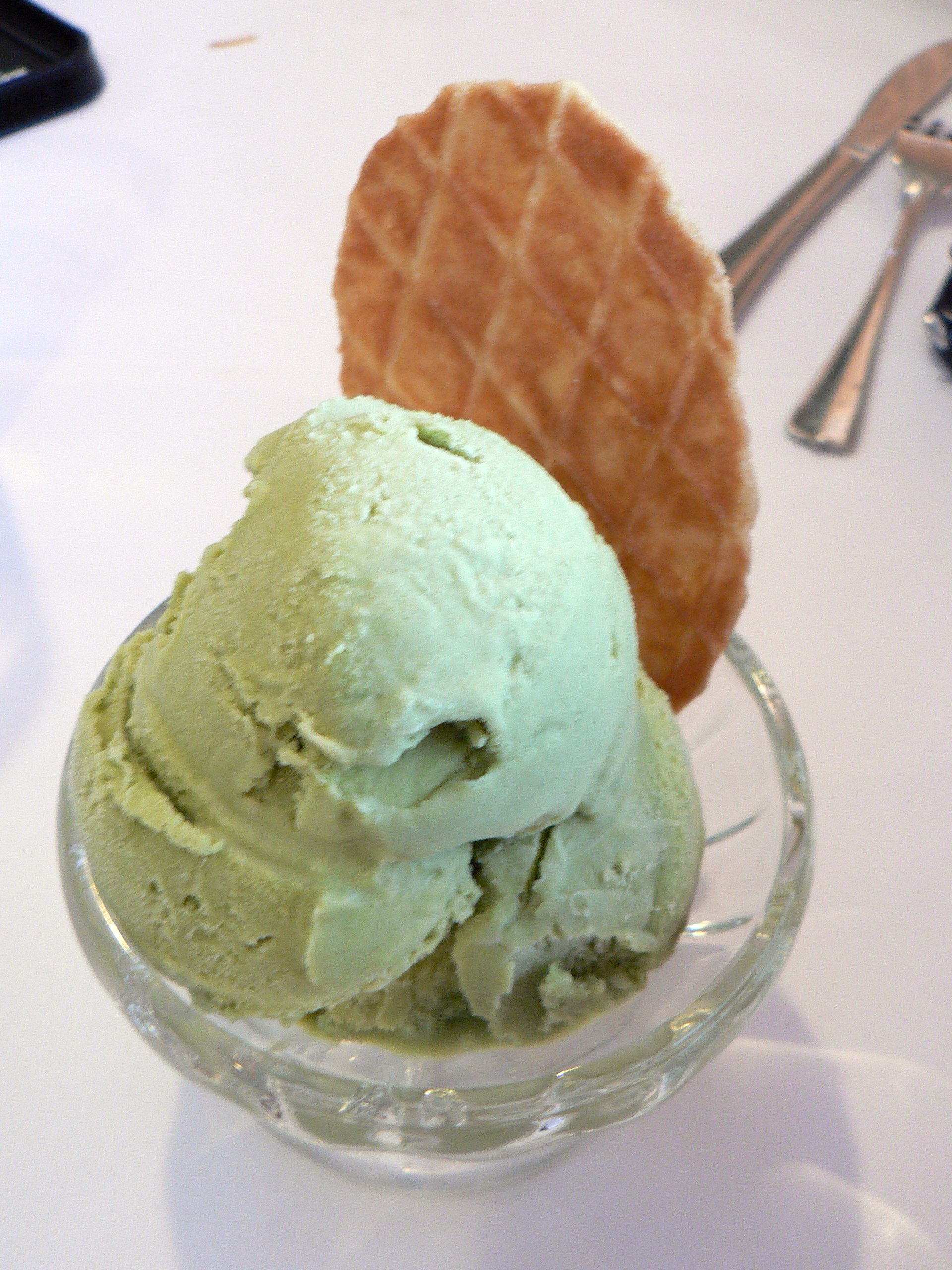
Gelato al tè verde

Estratti di tè verde (in particolare la varietà Matcha) sono variamente usati per preparare una enorme varietà di derivati, in particolare dolciumi e bevande: torte, biscotti, tiramisù, cioccolatini, gelati industriali ed artigianali, creme-caramel, muffin, frappé, granite.

## Composizione chimica
La composizione chimica del tè verde ad uso alimentare, fatta eccezione per poche reazioni enzimatiche che si verificano subito dopo la raccolta, rappresenta in pratica la composizione delle foglie fresche, dato che la procedura di lavorazione prevede la sola essiccazione ad alte temperature, e non la fermentazione.
Una tazza di tè verde (200 mL di Gunpowder, Hangzhou) contiene circa 142 mg di EGCG, 65 mg di EGC, 28 mg di ECG, 17 mg di EC, e 76 mg di caffeina.
Polifenoli (circa il 30% del peso secco)
- Flavan-3-oli (catechine e i loro isomeri epicatechine)

1. epigallocatechina-3-gallato (EGCG): polifenolo, il più caratteristico componente del tè verde, dovuto alla non-fermentazione del tè verde. Il tè verde ha un contenuto di EGCG 10 volte superiore al tè nero e 2,5 volte superiore al tè oolong. L'EGCG è il principale responsabile delle proprietà del tè verde, ed agisce mediante vari meccanismi tra cui la riduzione dei livelli di TNF-alfa, una citochina proinfiammatoria.
2. epigallocatechina (EGC)
3. epicatechina-3-gallato (ECG)
4. epicatechina (EC)
5. gallocatechina
6. catechina

- Flavandioli
- Flavonoidi
- Acidi fenolici (tra cui l'acido gallico ed il suo estere Teogallina)
- tannini con questo termine si indica in maniera inesatta i polifenoli antiossidanti responsabili dell'aroma e del gusto amarognolo. Sarebbe più opportuno chiamarli "polifenoli del tè" oppure "flavonoidi del tè", dato che sono molto diversi dai tannini commerciali e dall'acido tannico.

Vitamine
- vitamina C
- vitamine del gruppo B
- vitamina K

Metilxantine (alcaloidi a nucleo purinico)
- caffeina: 30–50 mg per tazza da 225 grammi[4]. Si tratta di un tasso relativamente basso, se confrontato con il tè nero (40–80 mg) e molto inferiore al caffè espresso (tenendo conto dell'inevitabile approssimazione di queste misurazioni). Inoltre gli effetti eccitanti della caffeina sono attenuati dalla presenza della L-teanina, che ne riduce l'assorbimento.
- teofillina
- teobromina

Aminoacidi
- L-teanina (5-N-etilglutamina): aminoacido responsabile del potenziamento del gusto umami[5], che riduce lo stress mentale e fisico[6].

Minerali
- Alluminio
- Manganese

L'olio essenziale di tè verde contiene più di 300 composti tra cui aldeidi, alcoli, e fenoli.
Nella lavorazione del tè nero, invece, la maggior parte di questi composti monomerici va incontro ad una polimerizzazione detta "ossidazione" (con formazione di bisflavanoli, tearubigine e teaflavine dal caratteristico anello benzotropolonico che conferisce al tè nero il colore ed il sapore caratteristici). Il tè Oolong è parzialmente ossidato (possiede catechine, teaflavine e tearubigine monomeriche).
L'ossidazione è resa possibile dalla presenza di un enzima caratteristico, una polifenolo ossidasi che catalizza l'ossidazione aerobica delle catechine nel momento in cui la struttura cellulare è danneggiata, durante la lavorazione dei tè nero ed Oolong.

## Effetti del tè verde sulla salute
Fin dai primordi del suo consumo, al tè verde sono stati attribuiti effetti positivi sulla salute. Ma solo negli ultimi anni l'entità reale di questi benefici è stata studiata in maniera scientifica: ci sono evidenze secondo cui i bevitori regolari di tè verde mostrano minore incidenza di malattie cardiache e tumori.

### Storia
Il tè verde è stato utilizzato nella medicina tradizionale in India, Cina, Giappone e Thailandia, con vari obiettivi: dal controllo delle emorragie, della temperatura corporea, della glicemia, al miglioramento della guarigione delle ferite e della digestione.
Nel Kissa Yojoki (Libro del tè), il prete zen Eisai descrisse nel 1191 gli effetti benefici del tè verde sui cinque organi vitali, in particolare il cuore. Il libro elenca le qualità medicinali del tè: allevia gli effetti dell'alcol, agisce come stimolante, cura la pustolosi, attenua la sete, allontana le indigestioni, cura il beriberi, previene la stanchezza, migliora la funzione urinaria e cerebrale.

### Posizione della Food and Drug Administration statunitense
L'articolo Tea: A Story of Serendipity apparso nel numero di Marzo 1996 della rivista FDA Consumer Magazine pose la questione dei potenziali benefici del tè verde, senza averli ancora studiati in maniera scientifica.
Il 30 giugno 2005, in risposta a "Green Tea and Reduced Risk of Cancer Health Claim", la FDA concluse che "non esiste alcuna prova credibile che dimostri il rischio ridotto di cancro gastrico, polmonare, colorettale, esofageo, pancreatico, ovarico, e misto". Tuttavia la FDA concluse che esiste una piccola prova di beneficio sul cancro mammario e sul cancro prostatico da parte del tè verde.

### Risultati scientifici
I benefici del tè verde corrispondono in massima parte ai benefici delle catechine che contiene, ovvero in particolare l'EGCG. La principale attività dell'EGCG è quella di potenziare le difese antiossidanti (catalasi, superossido dismutasi e glutatione perossidasi) e quindi diminuire il danno cellulare. Questo produce effetti salutari su tutti i tessuti.
- Cancro

I meccanismi alla base dell'attività anticancro del tè verde sono le proprietà antiossidanti, l'induzione di enzimi della fase II, l'inibizione dell'espressione e del rilascio di TNF-α, l'inibizione della proliferazione (arresto del ciclo cellulare), l'induzione dell'apoptosi, l'inibizione della telomerasi.
1. Polmone: per quanto riguarda l'oncogenesi, gli studi epidemiologici non mostrano risultati soddisfacenti; diversa è la situazione del ratto da esperimento, in cui il tè verde ha dimostrato una forte attività preventiva[11]. D'altra parte, è stato invece dimostrato che l'EGCG inibisce la migrazione delle cellule tumorali bronchiali, riducendo la probabilità di metastasi[12].
2. Colon-retto: una preparazione standard di polifenoli di tè verde (Polyphenon E) limitava la crescita di tumori colorettali in ratti trattati con una sostanza cancerogena[13]. Una larga metanalisi del 2006 ha concluso che nell'uomo non ci sono dati epidemiologici sufficienti per attestare la riduzione del rischio di cancro colorettale nei bevitori di tè verde (né di tè nero)[14]. Tuttavia, in uno studio prospettico più recente, sono state seguite per 6 anni quasi 70.000 donne cinesi di età compresa tra i 40 e i 70 anni. Le donne che bevevano regolarmente tè verde avevano all'inizio dello studio un rischio inferiore del 37% di sviluppare un cancro colorettale rispetto alle donne che lo bevevano di rado. Continuando a bere tè verde, al termine dello studio questo divario era salito al 57%, ovvero il rischio si riduceva della metà[15].
3. Mammella: i dati epidemiologici hanno mostrato che il tè verde può ridurre il rischio di cancro mammario[16] (lo stesso studio suggerisce anche un possibile effetto promotore del tè nero sul cancro mammario). È stato dimostrato che il tè verde inibisce la crescita cancerosa tramite un effetto anti-proliferativo diretto sulle cellule tumorali, e incrementa l'effetto inibitorio del tamoxifene sul recettore degli estrogeni, aumentando l'effetto apoptotico[17].
4. Ovaio: è stato dimostrato che il tè verde riduce significativamente il rischio di sviluppare un cancro ovarico[18] e che migliora e prolunga la sopravvivenza in donne con questo tipo di malattia, poiché blocca la crescita delle cellule cancerose e ne induce l'apoptosi[19].
5. Prostata: il tè verde riduce il rischio di cancro prostatico; questo spiega in parte come l'incidenza di cancro alla prostata sia molto inferiore negli Asiatici che negli Occidentali[20].
6. Tumori neuroectodermici primitivi (PNET) compreso il medulloblastoma: sono i più comuni tumori maligni dell'infanzia. Un'importante fase della carcinogenesi è rappresentata dalla stabilizzazione della lunghezza dei telomeri tramite l'azione della telomerasi. Essendo l'EGCG un inibitore della telomerasi, potrebbe avere un ruolo nella prevenzione di questo tipo di tumori[21].

- Apparato cardiovascolare

Una larga metanalisi pubblicata dall'Università di Yale del 2006 ha puntato l'attenzione su quello che viene chiamato "paradosso asiatico": in Asia esiste una minore incidenza di malattie cardiovascolari e cancro, nonostante un consumo elevato di sigarette. Probabilmente le importanti quantità di tè verde consumate dagli asiatici hanno un ruolo protettivo. 
1. riduzione della mortalità. Uno studio condotto dall'Università di Ohsaki ha seguito per 11 anni 40.530 adulti tra i 40 e i 79 anni, e ha dimostrato che chi consumava almeno 5 tazze di tè verde al giorno aveva un rischio di mortalità globale minore del 16% e di mortalità dovuta a malattie cardiovascolari minore del 26% rispetto a chi consumava meno di una tazza al giorno.[22].
2. riduzione dell'ipertrofia ventricolare sinistra da ipertensione renovascolare. L'EGCG può attenuare (nel ratto da esperimento) lo sviluppo di ipertrofia del ventricolo sinistro indotta da ipertensione di origine renale[23].
3. riduzione della pressione arteriosa. Uno studio italiano ha dimostrato come gli estratti di tè verde prevengano l'ipertensione e il danno d'organo derivati da alti livelli di angiotensina II, probabilmente tramite l'azione di scavenging sui radicali liberi e regolarizzando la funzione endoteliale[24].
4. attività antitrombotica. Il tè verde ha azione antiaggregante: inibisce la formazione di trombi prevenendo l'aggregazione piastrinica[25].
5. miglioramento del profilo lipidico ematico e rallenta lo sviluppo dell'aterosclerosi. Il tè verde previene l'ossidazione delle LDL e riduce la formazione di placche aterosclerotiche[26].

- Apparato digerente

In un grosso studio di popolazione del 2006, il tè verde (almeno una tazza al giorno per sei mesi), nelle donne, riduceva del 27% il rischio di calcoli biliari, del 44% il rischio di cancro della colecisti e del 35% il rischio di cancro delle vie biliari. Negli uomini questo rischio era ridotto ma non in maniera così netta, probabilmente per il maggior consumo di sigarette.
- Metabolismo dei grassi e degli zuccheri

La somministrazione quotidiana di un estratto di tè verde, provocava in 2 settimane una diminuzione significativa del grasso corporeo. Risultati simili sono stati pubblicati in studi condotti da un gruppo di ricerca di Tokyo.
Il tè verde ha proprietà termogeniche e promuove l'ossidazione dei grassi in maniera superiore a quella provocata dal suo contenuto in caffeina di per sé, tali effetti infatti sarebbero dovuti alle catechine che stimolano il metabolismo ad accelerarsi ed eliminando gli adipociti in eccesso, tuttavia sotto questo aspetto è meglio consumarlo con discrezione perché attacca gli adipociti provocando una significativa riduzione di peso, e può influire sul funzionamento tiroideo, nove persone su dieci che consumano tè verde infatti sono gravemente sottopeso pur mangiando moltissimo.. Questo, insieme all'inibizione della lipasi pancreatica (l'enzima pancreatico che digerisce i grassi) e al conseguente rallentamento con cui questi grassi vengono assorbiti per via linfatica dopo il pasto, rende conto dell'effetto ipotrigliceridemizzante (riduce i livelli di trigliceridi ematici circolanti)..
Inoltre il tè verde favorisce l'ossidazione dei grassi rispetto a quella degli zuccheri durante l'esercizio fisico moderato, e può migliorare la sensibilità all'insulina e la tolleranza al glucosio nel giovane adulto sano.
- Sistema nervoso

Il tè verde ha globalmente un potente effetto neuroprotettivo.
1. Potrebbe avere un ruolo nella prevenzione e nel trattamento di malattie neurodegenerative: Parkinson[34] e Alzheimer[35][36].
2. L'epigallocatechina (EGCG) sopprime fortemente l'insorgenza e/o il danno neuronale da encefalite sperimentale autoimmune (modello animale della sclerosi multipla) indotta dalla proteina 139-151[37][38].
3. Un consumo maggiore di tè verde è associato ad una minore prevalenza di disturbi cognitivi nell'uomo[39].
4. È possibile che la L-teanina (amminoacido contenuto nel tè verde) possa avere un effetto anti-stress, inibendo l'eccitazione dei neuroni corticali[6].
5. I polifenoli del tè verde combattono i deficit cerebrali cognitivi dovuti alla sindrome da apnee ostruttive notturne (OSAS), caratterizzata da ipossia intermittente (le apnee notturne riducono l'apporto di ossigeno necessario al cervello durante il sonno).[40]

- Malattie infiammatorie, autoimmuni e da radiazioni

I polifenoli del tè verde possono prevenire l'artrite reumatoide nei ratti, oppure ne diminuiscono la severità dei sintomi, e riducono i sintomi in un modello murino (topo) di sindrome di Sjögren.
1. Il tè verde ha un potenziale applicativo nella prevenzione e nel trattamento di malattie infiammatorie, in quanto inibisce (oltre alla DOPA decarbossilasi) la istidina decarbossilasi, l'enzima che produce istamina[43].
2. Il tè verde potrebbe rappresentare un importante approccio farmacologico contro le malattie autoimmuni nell'uomo: oltre i noti effetti antinfiammatori ed antiapoptotici, in vitro ha dimostrato di inibire la trascrizione e la traduzione di diversi autoantigeni (SSB/La, SSA/Ro, DNA topoisomerasi I e altri)[44].
3. Un estratto di tè verde filtrato in acqua calda, applicato sulla cute per dieci minuti, tre volte al giorno, migliorerebbe entro 22 giorni il danno cutaneo da terapia radiante[45].

- Organi di senso

L'EGCG protegge le cellule epiteliali del cristallino umano dall'apoptosi mediata dai mitocondri, attraverso la modulazione delle caspasi, della famiglia Bcl-2, delle vie MAPK e Akt. Questo rende utile il tè verde per la prevenzione della cataratta.
- Malattie infettive

È stato dimostrato che l'EGCG, legando con alta affinità il recettore CD4 dei linfociti T helper sul sito dedicato alla gp120 virale (il dominio D1), inibisce il legame e l'ingresso del virus HIV nella cellula stessa. Sono sufficienti concentrazioni fisiologicamente rilevanti di EGCG (0.2 micromol/L).
Questo significa che l'EGCG ha un potenziale di applicazione nella terapia contro l'infezione da HIV-1 (AIDS).
- Intossicazioni

Il tè verde potrebbe migliorare il quadro clinico nell'intossicazione da arsenico, comune nelle regioni del Bengala Occidentale (India), in cui si verifica iperproduzione di specie reattive dell'ossigeno (ROS) che producono danni permanenti al DNA. È stato dimostrato che, in vitro, i polifenoli del tè riducevano significativamente i danni del DNA indotti da arsenico in linfociti umani.
Alopecia androgenetica
Il tè verde sembra che inibisca il gene 5 Alfa Reduttasi tipo I (espresso soprattutto nei follicoli piliferi) e aiuti ad arrestare la calvizie. 
- Cautela
  1. Evidenze farmacologiche e tossicologiche mostrano che i polifenoli del tè verde possano causare stress ossidativo e tossicità epatica a determinate concentrazioni[50][51]. Questo impone cautela nel consumo di estratti di tè concentrati. In particolare si raccomanda cautela nel consumo di tè verde in gravidanza.
  2. Il tè verde interagisce in maniera sfavorevole con un farmaco utilizzato nella terapia del mieloma multiplo, il bortezomib (Velcade, anticorpo monoclonale)[52]. Le molecole di EGCG contenute nel tè verde si legano alle molecole di bortezomib, impedendo a queste di legarsi alle cellule tumorali e di danneggiarle.[53].